# Illán

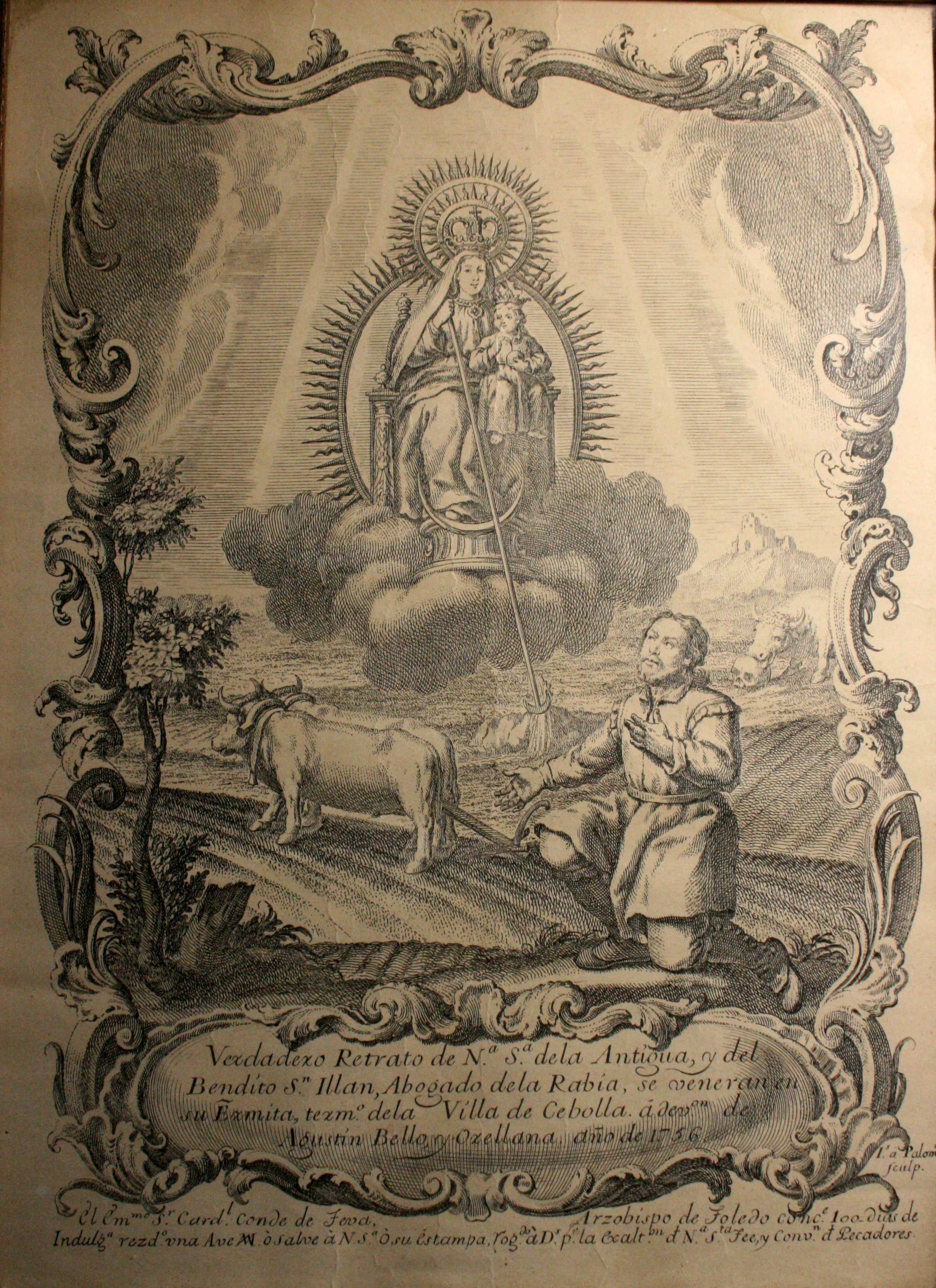
Juan Bernabé Palomino, Verdadero Retrato de N.ª S.ª de la Antigua, y del Bendito San Illán, Abogado de la Rabia, se veneran en su Ermita, term.º de la Villa de Cebolla. à dev.^{on} de Agustín Bello y Orellana. año de 1756 // El Em^{mo} S.º Card.^{l} Conde de Teva Arzobispo de Toledo conc.^{e} 100 días de Indulg^{a} rez^{o} una Ave MA, o Salve a N S.^{a} o su estampa rog.^{do} a D^{s} p^{r} la exalt.^{on} de N.ª S.^{ta} Fee, y Conv.^{n} de Pecadores. Firmado: I.^{s} a Palom^{o} sculp.

San Illán, venerado en la ermita de la Virgen de la Antigua, extramuros de la población de Cebolla en el Arzobispado de Toledo y su comarca, habría sido un labrador, santero y curador de la rabia del siglo XII, hijo de san Isidro Labrador y de santa María de la Cabeza, si bien no hay noticias de su existencia y devoción anteriores al siglo XVII ni se encuentra su nombre en las primeras biografías de san Isidro. San Illán nunca ha sido canonizado y no figura en ningún santoral ni tiene fiesta litúrgica, aunque en el ámbito comarcal en el que recibe veneración se le festeja el 16 de mayo, el día siguiente a la fiesta de san Isidro, y es considerado abogado contra la rabia.
La supuesta existencia de un hijo de san Isidro y santa María de la Cabeza, que habría venido al mundo a comienzos del S.XII, está relacionada con uno de los milagros más populares del santo: la resurrección de su pequeño hijo, caído de los brazos de su madre a un pozo localizado en la casa del santo labrador, en el barrio de la Morería Vieja, en la colación de la iglesia de San Andrés en Madrid, aunque su primer biógrafo, Juan Diácono, en el siglo XIII, al que se ha identificado con Juan Gil de Zamora, que estuvo en el servicio de Alfonso X, no tiene noticia de él. Tampoco Jerónimo de Quintana, primer cronista de Madrid, que en la Historia de su antigüedad, nobleza y grandeza (1629), daba cuenta por extenso del milagro, pero desconocía el nombre del pequeño:

e estando un día nuestro glorioso Santo en el campo, y la bendita María en su casa, que era en los barrios de la Morería vieja junto a San Andrés, estaua con ella su hijo, que deuía de ser pequeño, andando cerca del pozo, cuyo brocal era baxo, como solían usar, cayó en él desgraciadamente. Los testigos en las informaciones dizen que se le cayó a su madre de los brazos; sea lo uno, o lo otro, ello fue desgracia, y llegó a tanto que se ahogó en él. Ella afligida y llorosa, y con la pena que se puede creer de un caso tan lastimoso, como la cogió sola y el pozo era profundo, no supo qué hazerse, llegó poco después su padre, que venía de la labranza, y viendo a su muger afligida y dolorosa, sabida la causa, ambos con muchas lágrimas, y tierno afecto, hincadas las rodillas en tierra, los ojos en el cielo, donde el uno y el otro tenían depositadas su esperança, pidieron a nuestro Señor tuviese por bien de socorrerles en aquella necesidad, y para obligarle pusieron por intercesora a la Virgen María nuestra Señora, invocándola en su santa Imagen del Almudena, de quien entrambos eran muy devotos. La Magestad divina, que nunca se hiço sordo a los ruegos de los humildes, fue servido de oírles, y consolar a sus siervos, resucitándoles su hijo, y obrando otra nueva maravilla para manifestación de su grandeza, y fue que las mismas aguas del pozo fueron creciendo hasta el brocal, y subiendo en la superficie dellas el niño a quien sus padres gozosos asiéndole de la mano le sacaron sano y libre.

Jaime Bleda, editor de la biografía de Juan Diácono y conocedor de los manuscritos de Jerónimo Román de la Higuera y lo que en ellos contaba de san Isidro, en sus glosas y adiciones sí ofrecía, con algunas reservas, el nombre del niño, pero este habría sido el nombre del amo de san Isidro, Juan o Iván de Vargas, no Illán, que es variante de Julián: 

Dióles Dios un hijo, que (según algunos) llamaron Yván, el nombre de su amo, y aunque le avían criado con mucho cuydado y amor, se les cayó en el pozo, y se ahogó en él (...) Pusiéronse ambos en oración de rodillas, y rogaron a Dios nuestro Señor se le diese vivo: y creció el poco hasta lo más alto del brocal, y de encima de las aguas le sacaron vivo y sano.

## Ermita de San Illán
La ermita de San Illán está situada a poco más de tres kilómetros de Cebolla (Toledo). Data del siglo XVI y consta de una sola nave de ladrillo. Dentro del templo se venera la imagen de la Virgen de la Antigua, patrona de Cebolla. Tiene también altar dedicado a san Illán, con talla en madera del siglo XVII en la que el santo aparece representado como labrador, con una iconografía idéntica a la del padre, pues es posible que en su origen fuese una imagen dedicada a san Isidro. Hay también, dedicado a Illán en su ermita, un ex-voto al óleo de carácter fuertemente popular, fechado en 1739, manda votiva de un vecino de Sonseca en gratitud por la protección recibida de él en un caso de rabia, un grabado firmado por Juan Bernabé Palomino en 1756 que muestra a Illán recibiendo la aguijada de manos de la Virgen de la Antigua mientras los bueyes aran solos y otro buey más atrás lame una calavera, y un retablo de cerámica de Talavera de la Reina formado por doce escenas con los milagros que «por tradición» se le atribuyen, semejantes algunos de ellos a los atribuidos al padre y no todos ellos reconocibles por ausencia de textos escritos que den cuenta de la vida y milagros de Illán. En las proximidades de la ermita hay una fuente que según la tradición fue abierta por la Virgen para que San Illán bebiera y regara. El tercer domingo de septiembre las gentes de Cebolla acuden a la ermita a celebrar una romería.